# اتحاد الموظفين الأكاديميين للجامعات (نيجيريا)
اتحاد الموظفين الأكاديميين للجامعات ( ASUU ) هو اتحاد نيجيري لأعضاء هيئة التدريس بالجامعة، تأسس عام 1978. وأصبح البروفيسور فيكتور إيمانويل أوسوديكي رئيسًا للهيئة في 30 مايو 2021، وفقًا للمعلومات المقدمة على Edustuff. 

## تأسيس
تم تأسيس ASUU في عام 1978 ، خلفًا للرابطة النيجيرية لمعلمي الجامعات التي تشكلت في عام 1965 حيث تشمل أعضاء هيئة التدريس في جميع الجامعات الفيدرالية والجامعات الحكومية في البلاد. 

## إضراب ASUU عن العمل
نشط هذا الاتحاد في النضال ضد النظام العسكري خلال الثمانينيات. في عام 1988، نظم الاتحاد إضرابًا وطنيًا للحصول على أجور عادلة واستقلالية جامعية. ونتيجة لذلك، حُظرت ASUU في 7 من أغسطس 1988 وصودرت جميع ممتلكاتها. سمح باستئنافه في عام 1990 ، ولكن بعد إضراب آخر مرة أخرى في 23 أغسطس 1992. ومع ذلك ، تم التوصل إلى اتفاق في 3 سبتمبر 1992 لبى العديد من مطالب الاتحاد بما في ذلك حق العمال في المفاوضة الجماعية. نظمت ASUU إضرابات أخرى في عامي 1994 و 1996 ، احتجاجًا على إقالة نظام ساني أباتشا العسكري للموظفين.

### الجمهورية الرابعة
بعد عودة الديمقراطية في عام 1999 مع الجمهورية النيجيرية الرابعة ، واصل الاتحاد في المطالبة بحقوق العاملين بالجامعة حازماً ضد معارضة حكومة الرئيس أولوسيغون أوباسانجو . في يوليو عام 2002 ، قدم الدكتور أولاديبو فاشينا ، الرئيس الطني للاتحاد، التماساً إلى القاضي مصطفى أكانبي من اللجنة المستقلة لممارسات الفساد التنقيب مع سلطات جامعة إيلورين بشأن سوء الإدارة المالية والفساد. 
في عام 2007، واصل الاتحاد الإضراب لثلاثة أشهر. كما قام الاتحاد أيضاً بإضراب دام لمدة أسبوع إنذاراً بوجود مطالبات عدة تشمل زيادة الرزاتب للعمال وإعادة 49 محاضرين تم إقالتهم سنوات قبلها إلى العمل. في يونيو عام 2009، أصدرت ASUU قراراً يأمر جميع أعضائها بإضراب عمل غير محدد الأجل بسبب تخلف الحكومة الفدرالية عن توفير بعض الاتفاقات التي جرت بينها وبين الاتحاد خلال سنتين ماضيتين وستة أشهر. وبعد مضي ثلاثة أشهر، وقّع الاتحاد والحكومة الفدرالية على مذكرة تفاهم وبعدها تم تعطيل الإضراب. في الواحد من يوليو للعام 2013 واصل الاتحاد إضراباً دام لخمسة أشهر وخمسة عشر يوماً لأسباب تتعلق بالتمويل وترميم الجامعات الحكومية إلى جانب مطلبة بدل مكتسب سابقاً. وقد انقسمت آراء طلاب الجامعات بين من يرى أن هذه الإضرابات لعنة عليهم وبين من يرى أنها حركة نحو تطوير النظام التعليمي من قبل ASUU.
بينما تستمر الجمعية في الادعاء بأنها متورطة في صراع من أجل التعليم العالي النيجيري و تحسين وضع الطلاب النيجيريين، يرى العديد من النيجيريين أن النضال المفترض، والذي يتسم بإضرابات متواصلة، ما هو إلا ضرر وخدمة للذات . هذه الصورة لم تساعدها ASUU، التي لا تزال غير قادرة على التواصل بشكل فعال مع السكان النيجيريين دون أن تبدو متكبرة وغير مراعية للأحوال. 
| ق / ن | سنة  | مدة      |
| ----- | ---- | -------- |
| 1     | 1999 | 5 شهور   |
| 2     | 2001 | 3 اشهر   |
| 3     | 2002 | 2 أسابيع |
| 4     | 2003 | 6 اشهر   |
| 5     | 2005 | 2 أسابيع |
| 6     | 2006 | 3 أيام   |
| 7     | 2007 | 3 اشهر   |
| 8     | 2008 | 1 اسابيع |
| 9     | 2009 | 4 اشهر   |
| 10    | 2010 | 5 شهور   |
| 11    | 2011 | 59 يومًا  |
| 12    | 2013 | 5 شهور   |
| 13    | 2017 | 1 شهر    |
| 14    | 2018 | 3 أشهر   |
| 15    | 2020 | 9 أشهر   |
| 16    | 2022 | 4 أسابيع |
| 17    | 2022 | شهرين    |